# Hacky sack

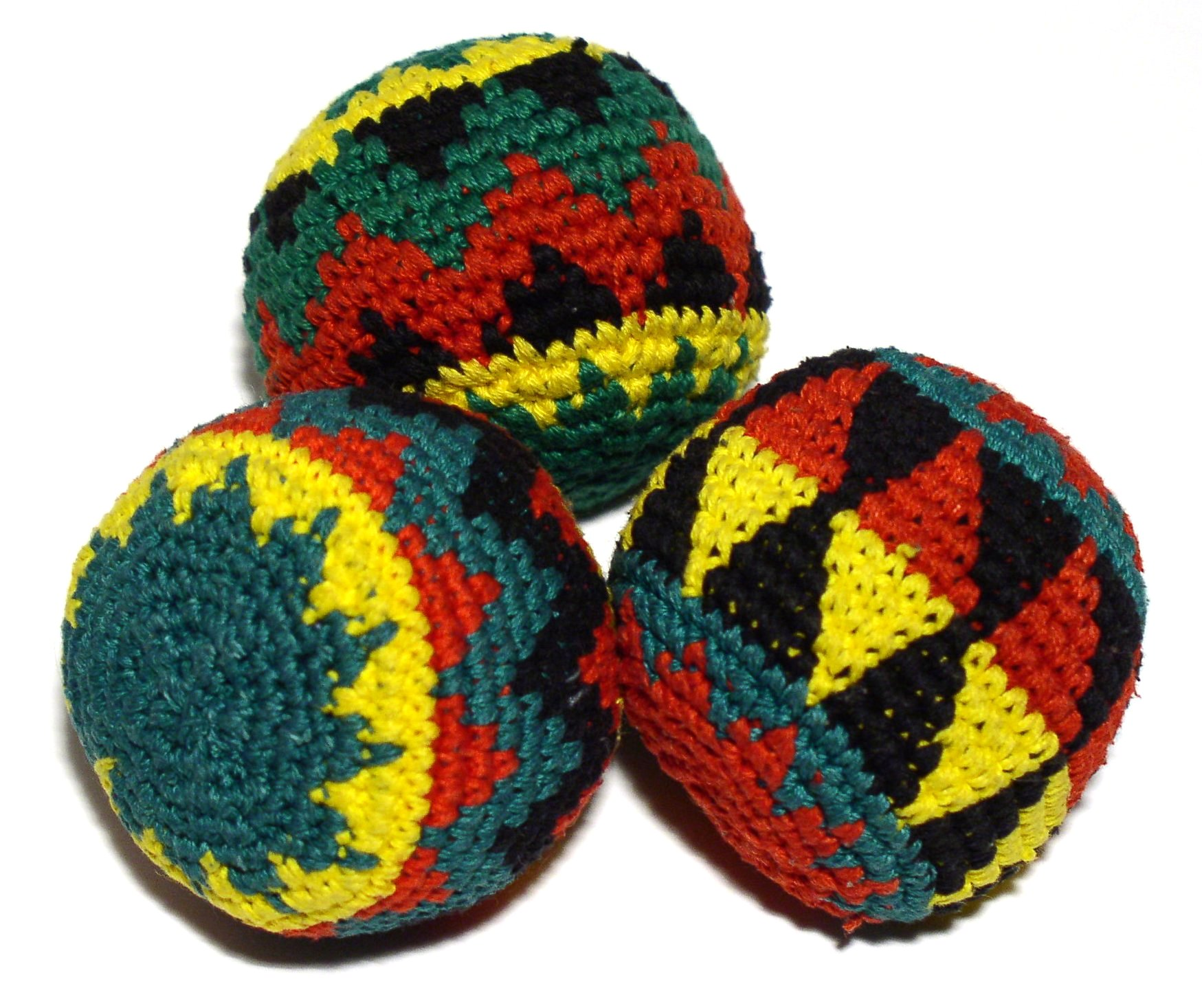
Een goedkope variant op een hacky sack.

Een hacky sack of footbag is een klein balletje van zo'n vijf centimeter in doorsnede, gevuld met korrels of bonen. Het wordt gebruikt in verschillende sport- en spelvormen.
De hacky sack is uitgevonden door John Stalberger en Mike Marshall in 1972.

## Het balletje
De ‘hacky sack’ is een merknaam. Er zijn ook goedkope varianten in de handel, onder de naam footbag. De gehaakte balletjes worden in veel Wereldwinkels voor enkele euro's verkocht.

## Speelvormen
De meest gebruikte spelvorm is die van het 'hooghouden'. Een of meerdere spelers proberen, zonder de handen te gebruiken, de hacky sack zo lang mogelijk in het spel te houden zonder dat deze de grond raakt. Er zijn ook varianten met speelvelden en een net, met regels die lijken op die van volleybal. Alleen mag de sack dan dus niet met de hand gespeeld worden.

## Footbagverenigingen
- België: Brussels Footbag Club (Brussel), Gent Footbag Club (Gent), Belgian Kick Crew (Mechelen), Mol Footbag Club (Mol), Nawak Footbag Crew (Namen), Poeyelse Hackysacky Boys (Poederlee).

- Nederland: Vondelpark Footbag Club (Amsterdam), Voetzak (Delft), A&H Crew (Den Haag), Pijnacker Pitbulls (Pijnacker), Cul-de-sac (Zeist), Purmerender Pythons (Purmerend)